# Leptodactylodon mertensi
Leptodactylodon mertensi är en groddjursart som beskrevs av Perret 1959. Leptodactylodon mertensi ingår i släktet Leptodactylodon och familjen Arthroleptidae. IUCN kategoriserar arten globalt som starkt hotad. Inga underarter finns listade i Catalogue of Life.